# Río Psenafa
El río Psenafa o Psenafo (del ruso: Псенафа, Псенафo) es un río de la república de Adiguesia y el krai de Krasnodar, en el sur de Rusia, afluente por la izquierda del río Labá, de la cuenca del Kubán.

## Curso
Tiene 101 km de longitud y 460 km² de cuenca. Nace en las vertientes septentrionales del Cáucaso, al norte de Maikop, en Sovetski, en el raión de Maikop de la república. Discurre en dirección predominantemente y ligeramente noroeste, dejando las siguientes localidades en sus márgenes: Podgorni, Grushovi (Krasnodar) (ya en el raión de Beloréchensk) del krai, Podgorni, Vostochni (en un pequeño afluente por la izquierda), MTF Nº1 koljoza im. Lénina, Shkólnoye, Mali Dukmasov (donde recibe a su principal afluente, en el que se hallan Chernígovski, Berezhnói, Lantratov y Kapustin, Stepnói y Goncharka), Novoalekséyevskoye, Sredni Dukmasov, Bolshói Brodovoi, Mali Brodovoi, Arjípovskoye, Amosov, Verbin, Bolshesidorovskoye (para acabar en el raión de Krasnogvardéiskoye, en Adiguesia) y Dzhambechi, donde desemboca en el Labá, 15 km antes de que este llegue al Kubán.